# Carlo Zucchi
Carlo Zucchi, né le 10 mars 1777 à Reggio d'Émilie (Italie), mort le 19 décembre 1863 à Reggio d'Émilie, est un général italien du Premier Empire.

## Biographie

### Guerres révolutionnaires
Il embrasse l'état militaire aussitôt après l'entrée des Français en Italie. Il devient sous-lieutenant en 1796 dans la cohorte de Reggio (régiment de volontaires « reggiani »), réunie ensuite à l'armée cisalpine. Nommé lieutenant-adjudant-major le 2 thermidor an IV, il est promu capitaine-adjudant-major le 15 floréal an VIII ; et enfin chef de bataillon en 1803.
Il fait les campagnes des ans V à IX en Italie et en France et celle de 1803 dans le royaume de Naples.

### Guerres napoléoniennes
Devenu major des vélites royaux le 5 mai 1807, il est élevé au grade de colonel du 1er régiment de ligne italien le 6 novembre suivant, promu au grade de général de brigade le 22 juin 1809, et ensuite nommé général de division le 28 septembre 1812. Il obtient aussi l'inspection générale de l'infanterie du Royaume.
Il obtint successivement les décorations de France (officier de la Légion d'honneur) et d'Italie (chevalier de l'ordre de la Couronne de fer), avec le titre de baron de l'Empire, et se signale sans cesse par son courage et surtout par la discipline qu'il sait maintenir dans ses troupes.
Il fait les campagnes de 1806 et 1807 en Dalmatie, celle de 1809 en Autriche, celles de 1812 et 1813 en Russie et en Saxe à la Grande Armée, et enfin celle d'Italie en 1814. Il participe à la victoire contre le feld-maréchal Bellegarde à la bataille du Mincio.
Le 18 août 1813 il se distingue tellement à la prise de « Laun » en Silésie, qu'il est cité comme un officier du plus grand mérite : il a aussi donné des preuves de la plus grande valeur dans les campagnes précédentes. Lors de la campagne de 1813 en Saxe, à la bataille de Leipzig, et notamment dans la retraite, il mérite les éloges et la confiance de Napoléon Ier, après la chute duquel il passe au service de l'empire d'Autriche, avec le rang de feld-maréchal-lieutenant.

### Risorgimento
Le 3 février 1831 le duc de Modène, François IV, fait arrêter le nationaliste Ciro Menotti ; à Modène l'insurrection éclate alors qu'à Reggio d'Émilie un corps d'armée s'organise sous le commandement de Carlo Zucchi qui assume la direction du gouvernement provisoire le 7 mars.
Les 800 volontaires du général Zucchi (parmi lesquels se distingue Manfredo Fanti) résistent aux Autrichiens au cours de combats à Rimini le 25 mars. Ils se replient sur la forteresse d'Ancône où la révolution se développe quelques jours plus tard. À Ancône, le 28 mars Zucchi est obligé de s'embarquer pour la France avec une centaine de révolutionnaires mais le brigantin sur lequel ils voyagent est capturé et ils sont tous arrêtés.
Le 4 juin 1832 une commission militaire autrichienne condamne Zucchi à la peine de mort puis commue sa condamnation à 20 ans de prison après l'intervention de la cour française. Lors des évènements de 1848, il est encore prisonnier dans la forteresse de Palmanova où il commande l'insurrection, il sort indemne après un long siège autrichien. Il est le dernier ministre de la guerre de Pie IX.
Il passe les dernières années de sa vie dans sa ville natale où il rédige ses mémoires.
Franc-maçon, il est membre actif de la Loge "Reale Augusta" de Milan, à l'obédience du Grand Orient de France, passée en 1806 à celle du Grand Orient d'Italie.

## Famille
Son neveu Carlo Zucchi (es) (1789-1849), architecte, a travaillé en Uruguay et en Argentine.

## Titres et décorations
- Baron Zucchi et de l'Empire[3], par Décret du 15 août 1809 et lettres patentes du 11 juin 1810 (Saint-Cloud)) ;

| Commandeur de l'Ordre des Saints-Maurice-et-Lazare | Officier de la Légion d'honneur | Chevalier de l'Ordre de la Couronne de Fer |

- Commandeur de l'Ordre des Saints-Maurice-et-Lazare ;
- Officier de la Légion d'honneur ;
- Chevalier de l'Ordre de la Couronne de Fer.

## Armoiries
| Figure | Blasonnement |
|        | Armes du baron Zucchi et de l'Empire (décret du 15 août 1809, lettres patentes du 11 juin 1810 (Saint-Cloud)) Écartelé, au premier d'argent à deux coings d'or tigés et feuillés de sinople ; au deuxième des barons tirés de l'armée ; au troisième d'azur à la montagne d'or alaisée ; au quatrième d'argent plein. - Livrées ; blanc, rouge, jaune, bleu. |

## Sources
- (it) Cet article est partiellement ou en totalité issu de l’article de Wikipédia en italien intitulé « Carlo Zucchi » (voir la liste des auteurs).